# PINY: Institute of New York
PINY: Institute of New York (ou: PINY: Institute Pinypon in New York ) é uma série de animação 2D produzida pela Ánima Kitchent em co-produção pela fabricante de brinquedos Famosa. 
A série é sobre Michelle Fairchild, uma estudante do prestigioso colégio titular, na tentativa de se tornar um designer de moda. Ela faz amizade com as meninas Lilith e Tasha. O trio tem aventuras em PINY.  A animação estreou no Disney Channel na Espanha em 12 de setembro de 2016.  No Instituto PINY todos são conscientes de que possuem um talento escondido em seu interior. Lá, não há livros, todos aprendem pintando, dançando ou cantando.

## Personagens

### Protagonistas
- Michelle Fairchild é a protagonista da série. Ela é uma designer gentil, impulsiva e criativa de 14 anos, e a nova garota da PINY. Ela faz parte da equipe de garotas Indie.
- Tasha Robinson é uma cantora mal-humorada, leal e autoconfiante. Ela é uma das amigas de Michelle e faz parte da equipe de garotas Indie.
- Lilith Henderson é uma cientista elegante, inteligente e às vezes sarcástica. Ela é uma das amigas de Michelle e faz parte da equipe de garotas Indie. Ela é a planejadora-mestre da equipe.

### Antagonistas
- Julia Cooper é a antagonista da série. Ela é a líder mimada, malcriada e popular da equipe Beautiful People. Ela planeja a eliminação de Michelle.
- Dory Skornik é uma das assistentes de Julia. Ela é muito alegre e sensível.
- Rita Finucci é uma das assistentes de Julia. Ela é mandona e ambiciosa.

### Recorrentes
- Madame Forbes é a diretora estrita do PINY.

- Sam é o melhor amigo de Will. Ele tem uma queda por Michelle.
- Will é a paixão de Michelle. Julia não deixa ninguém chegar perto dele.

## Exibição no Brasil
A animação é exibida no Boomerang desde 2018.